# 佐賀県道283号古枝肥前浜停車場線
佐賀県道283号古枝肥前浜停車場線（さがけんどう283ごう ふるえだひぜんはまていしゃじょうせん）は、佐賀県鹿島市を通る一般県道である。

## 概要
鹿島市大字古枝甲から鹿島市大字浜町に至る。起点側のすぐそばに祐徳稲荷神社があるため、元日は多くの車で渋滞する。

### 路線データ
- 起点：佐賀県鹿島市大字古枝甲（佐賀県道282号奥山鹿島線交点）
- 終点：佐賀県鹿島市大字浜町（JR九州長崎本線 肥前浜駅）

## 路線状況

### 重複区間
- 国道207号（鹿島市大字浜町・浜新町交差点 - 鹿島市大字浜町・肥前浜駅前交差点）

## 地理

### 通過する自治体
- 鹿島市

### 交差する道路
| 交差する道路             | 交差する場所 | 交差する場所     |
| ------------------------ | ------------ | ---------------- |
| 佐賀県道282号奥山鹿島線  | 大字古枝甲   | 起点             |
| 国道207号 / 鹿島バイパス | 大字古枝甲   | 大村方交差点     |
| 国道207号 重複区間起点   | 大字浜町     | 浜新町交差点     |
| 国道207号 重複区間終点   | 大字浜町     | 肥前浜駅前交差点 |

### 沿線
- 祐徳稲荷神社（起点付近）
- 鹿島市立古枝小学校
- JR九州長崎本線 肥前浜駅